# Ledóchowski Hrabia

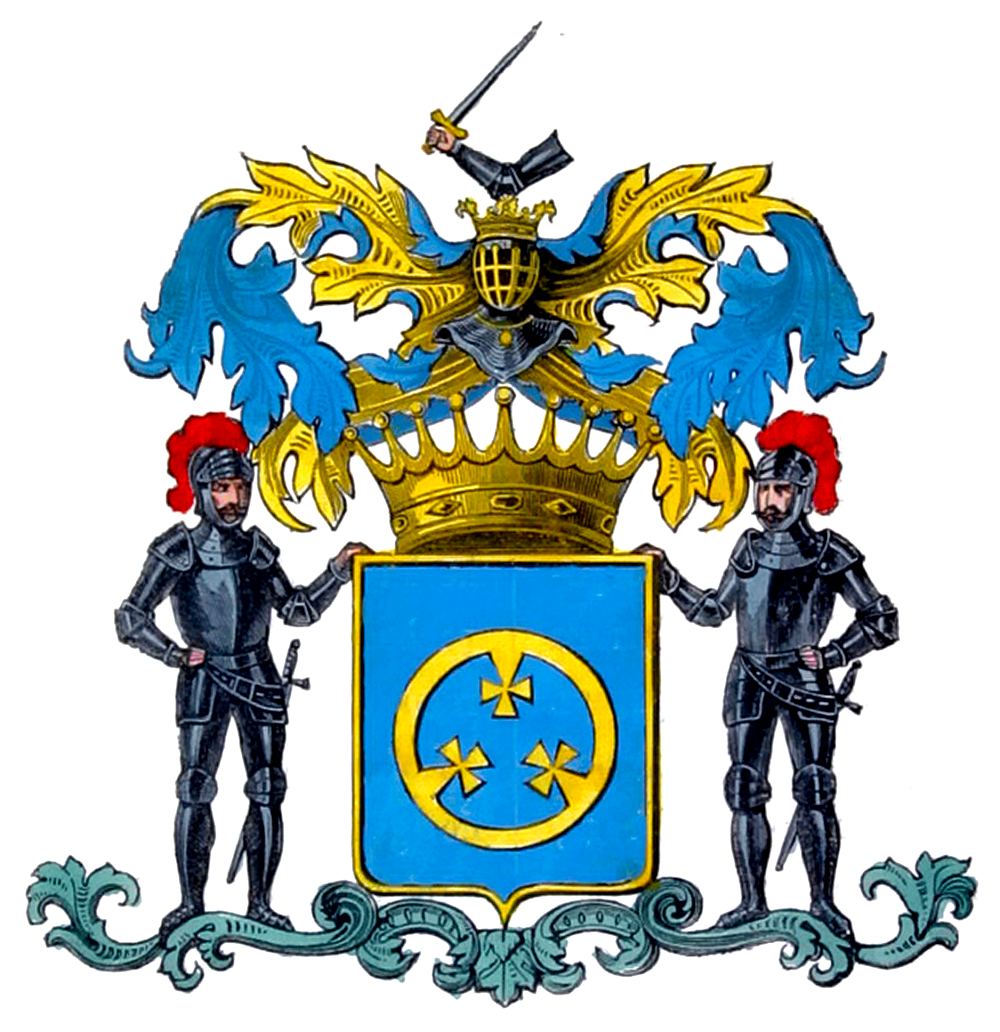
Herb

Ledóchowski Hrabia − polski herb szlachecki, hrabiowska odmiana herbu Szaława.

## Opis herbu
Opis z wykorzystaniem klasycznych zasad blazonowania:
W polu błękitnym toczenica złota, z zaćwieczonymi wewnątrz trzema krzyżami kawalerskimi (1 i 2). Nad tarczą korona hrabiowska, dziewięciopałkowa, a nad nią hełm w koronie, z której klejnot: ramię zbrojne z mieczem. Labry: błękitne, podbite złotem. Trzymacze: Dwaj rycerze z otwartymi przyłbicami i czerwonymi pióropuszami.

## Najwcześniejsze wzmianki
Nadany w Galicji 8 maja 1800 (tytuł hrabiego Galicji Zachodniej) i 15 maja 1800 (tytuł hrabiego krajów dziedzicznych) z predykatem hoch- und wohlgeboren (wysoko urodzony i wielmożny) Antoniemu Halka von-Ledóchów-Ledóchowskiemu. Tytuł został nadany na podstawie piastowania urzędów senatorskich oraz pokrewieństwa z księciem Jerzym Ossolińskim.

## Herbowni
Jedna rodzina herbownych:
graf Halka von-Ledóchów-Ledóchowski.